# Okinawa Uno
Okinawa Uno è un comune (municipio in spagnolo) della Bolivia nella provincia di Ignacio Warnes (dipartimento di Santa Cruz) con 14.835 abitanti (dato 2010).

## Storia
L'insediamento di coloni originari di Okinawa in territorio boliviano risponde a un piano di migrazione del governo delle isole Ryukyu in Giappone, territorio che era stato occupato dagli Stati Uniti d'America durante la Seconda guerra mondiale. Il piano ebbe inizio nel 1954 e si protrasse fono al 1979. Inizialmente arrivarono 400 persone, ma in seguito molti boliviani giunsero nella località per cercarvi lavoro, facendo così crescere la popolazione della colonia. Nel 1998 la località divenne il secondo municipio della provincia di Ignacio Warnes.

## Cantoni
Il comune è suddiviso in 2 cantoni:
- Okinawa I
- Ignacia Zeballos